# Sant Vicenç de Montalt

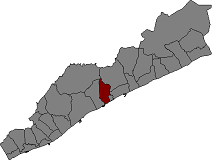
Położenie gminy na mapie comarki Maresme.

Sant Vicenç de Montalt – gmina w Hiszpanii,  w Katalonii, w prowincji Barcelona, w comarce Maresme.
Powierzchnia gminy wynosi 8,10 km². Zgodnie z danymi INE, w 2004 roku liczba ludności wynosiła 4549, a gęstość zaludnienia 561,60 osoby/km². Wysokość bezwzględna gminy równa jest 143 metry.

## Miejscowości
W skład gminy Sant Vicenç de Montalt wchodzi 8 miejscowości, w tym miejscowość gminna o tej samej nazwie:
- Les Ànimes – liczba ludności: 610
- Baix Poble – 935
- El Balís – 116
- Marquès Casa Riera – 171
- La Plana – 2
- Riera de Torrentbó – 110
- Sant Vicenç de Montalt – 2461
- Supermaresme-La Farrera – 144

| 1991 | 1996 | 2001 | 2004 |
| ---- | ---- | ---- | ---- |
| 1600 | 2248 | 3847 | 4549 |